# Diego Durón
Diego Durón de Ortega (Brihuega, verano de 1653-Las Palmas de Gran Canaria, 15 de marzo de 1731) fue un clérigo, maestro de capilla, organista y compositor barroco español.

## Biografía
Diego era hijo del sacristán y organista de Briguega, Sebastián Durón de San Martín, y de su primera esposa, Francisca de Ortega. Al fallecer la madre, su padre se casó en segundas nupcias con Margarita Picazo de Blas. Fruto de este segundo matrimonio nacería su hermanastro, Sebastián Durón (1660-1716), también compositor y organista, que llegó a trabajar en la Real Capilla de Carlos II.
Antes de cumplir diez años, Diego fue internado para su formación en el monasterio jerónimo de San Bartolomé de Lupiana. Con veintiún años se trasladó a la catedral de Cuenca para culminar su formación como maestro de capilla con Alonso Xuárez y sustituirle allí cuando este alcanzase el puesto de maestro de capilla en la catedral hispalense. No obstante, dos años después de llegar, en 1676, desde la catedral de Las Palmas de Gran Canaria se solicitó con cierta urgencia un maestro de capilla por el cabildo al haber quedado el empleo vacante. Alonso Xuárez recomendó a Diego para ocupar la plaza por considerarlo «compositor de gran talento». Aunque las aspiraciones de Diego pasaban por suceder a su maestro en Cuenca y después seguir su carrera en otras sedes capitulares de más importancia tras aprobar los correspondientes exámenes, se decidió por fin a aceptar la oferta del cabildo canario, tanto por la oportunidad de no haber de esperar, como por no tener competencia para ocupar la plaza ni deber de superar examen alguno y, todo ello, con un sueldo alto.
Diego Durón representó «la culminación de la capilla de la catedral», creó escuela en la isla, formó a muchos alumnos de los que se suministraba la propia catedral y otros, también de su mano, partieron a ejercer su profesión como músicos en la península y en América. Como compositor, su producción alcanzó más de cuatrocientas cincuenta composiciones, donde sobresalen en número los villancicos, sin ser de menor importancia la música litúrgica creada que se interpretó en la catedral de forma duradera durante los siglos XVIII y XIX.